# Pancur (Mayong)
Pancur is een bestuurslaag in het regentschap Japara van de provincie Midden-Java, Indonesië. Pancur telt 10.347 inwoners (volkstelling 2010).